# Alhambra
Alhambra (arab. ‏الحمراء‎ al hamra, dosłownie „czerwona”) – warowny zespół pałacowy w Granadzie w andaluzyjskim regionie Hiszpanii, zbudowany w latach 1232–1273 i rozbudowywany do XIV wieku. Jej rozbudowa nastąpiła za panowania emirów z dynastii Nasrydów – Jusufa I i Muhammada V. Alhambra była twierdzą mauretańskich kalifów.
W 1984 roku Twierdza Alhambra została wpisana na listę światowego dziedzictwa kultury UNESCO.

## Historia
Pałac zbudowany w XIII wieku w miejscu pochodzącej z IX wieku fortecy Alcazába po przybyciu uchodźców z podbitej przez wojska katolickie Kordoby.
Alhambra do roku 1492, w którym została zdobyta, była siedzibą emirów Grenady. Był  to  ostatni punkt oparcia Arabów w Hiszpanii.  
Potem przez długi czas służyła za więzienie, a w XIX w. została odbudowana z zachowaniem pierwotnego stylu. 15 września 1890 r. wybuchł trzeci, a zarazem największy w historii pałacu pożar. Ogień dostał się do następujących pomieszczeń: Torre de Comares, Sala de la Barca i do galerii znajdującej się niedaleko Patio de los Leones. Dzięki zaangażowaniu lokalnego malarza Manuela Gómeza-Moreno Gonzáleza pałac udało się odrestaurować.

## Architektura
Jest zabytkiem arabskiego budownictwa w Europie. Składa się z pałacu z kilkoma dziedzińcami i dekorowanymi salami oraz fortu Alkazaba, Generalife – letniej rezydencji z ogrodami oraz z samych ogrodów znajdujących się na całym wzgórzu. Wewnątrz jest Patio de los Leones (podwórze lwów) z wodotryskiem opartym na 12 lwach; do dziedzińca tego przylegają 4 sale: jedna z nich, Sala de las Dos Hermanas (sala dwóch sióstr, zwana tak z powodu dwóch jednakowych płyt marmurowych w podłodze). Dziedzińce okolone cienistymi kolumnami; wiele chłodnych zakątków, ogródki z płynącą wodą, na zewnątrz zaś balkony, z których roztacza  się rozległy widok. Ornamenty przedstawiają wersety Koranu.
Budowle twierdzy opierają się na następujących zależnościach matematycznych: ich podstawy  są kwadratami, a kolejno tworzone prostokąty mają jeden bok równy bokowi podstawy, drugi zaś równy jest  przekątnej poprzedniej figury. Boki kolejnych  prostokątów tworzą wtedy ciąg {\displaystyle a,a{\sqrt {2}},a{\sqrt {3}},a{\sqrt {4}},a{\sqrt {5}}\ldots }.

## Galeria

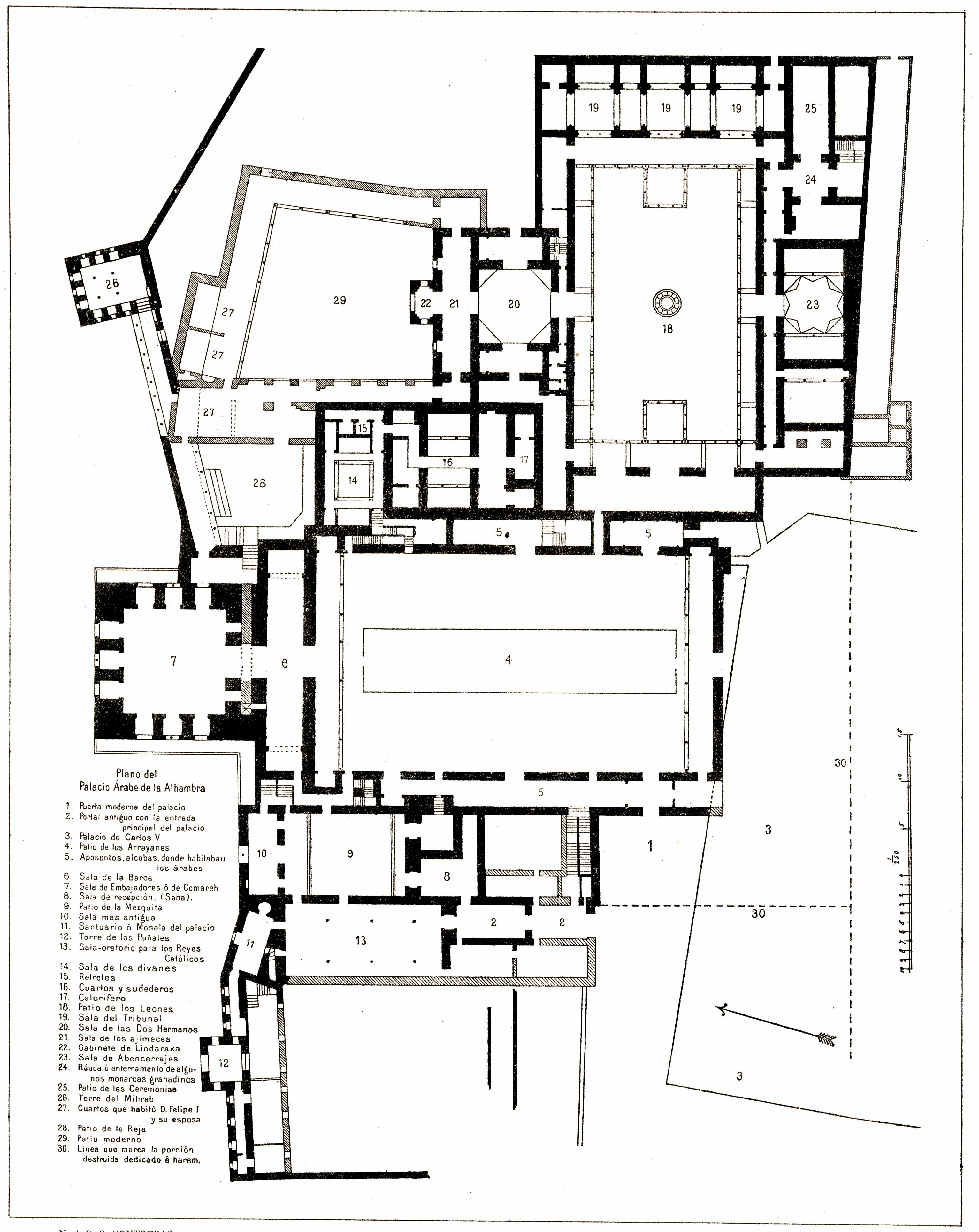
Plan of the Palacio Arabe 1889
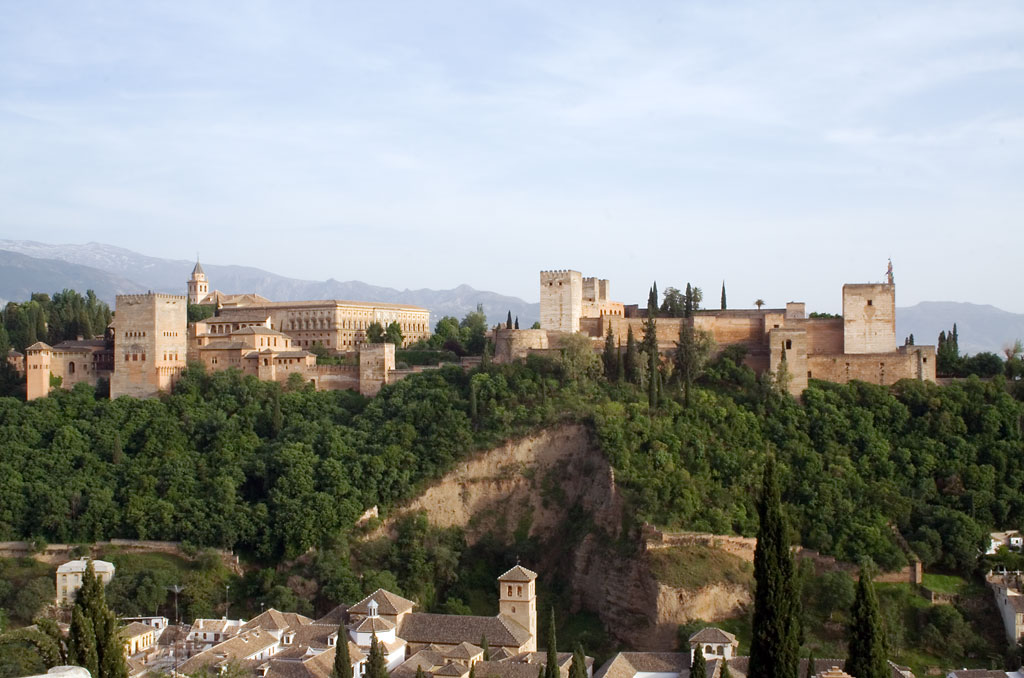
Ogólny widok pałacu
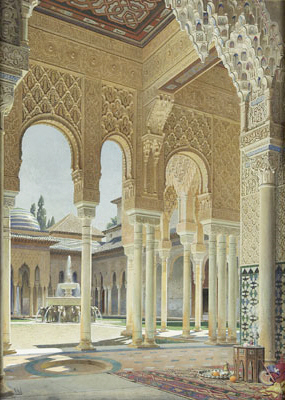
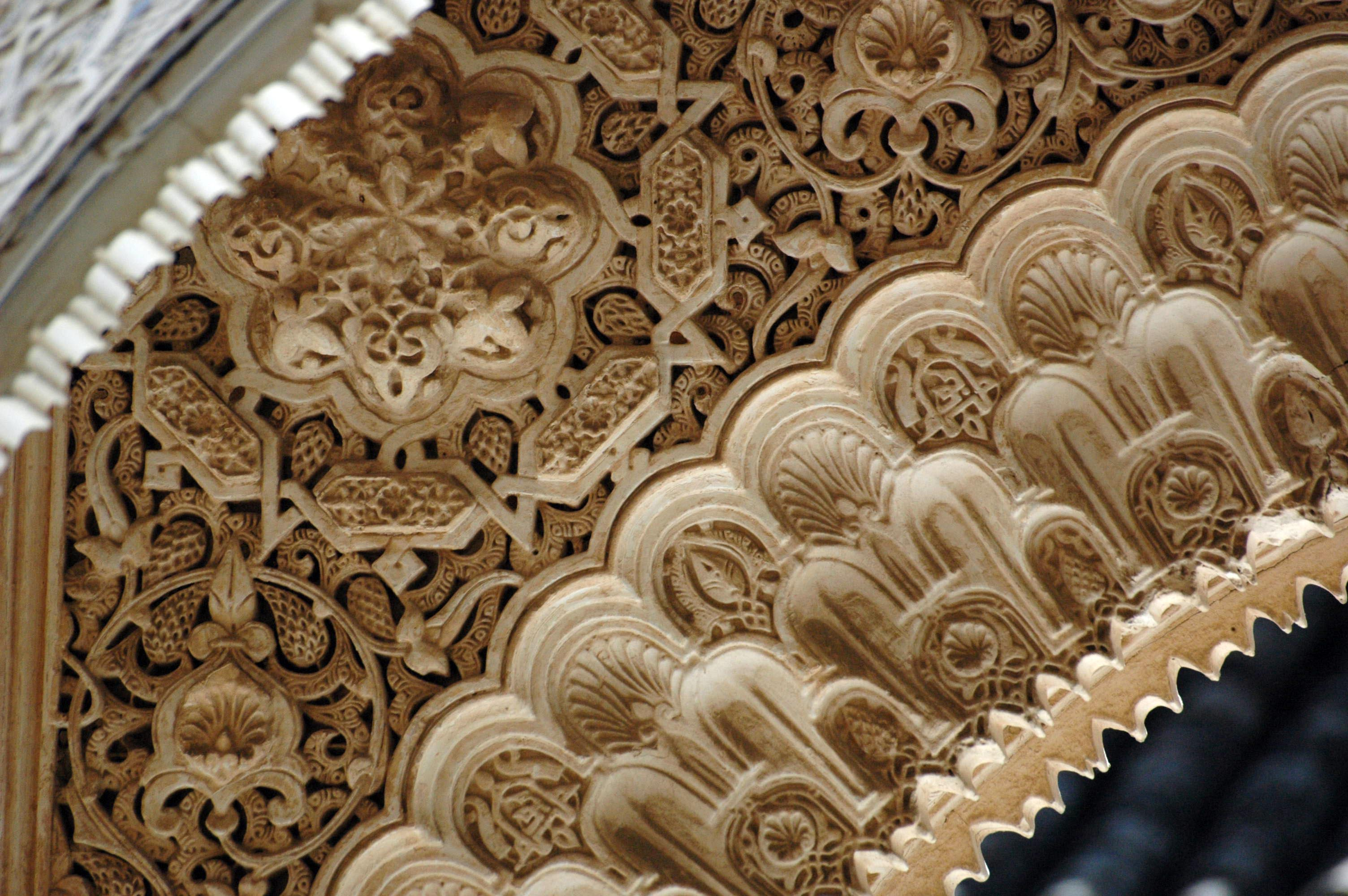

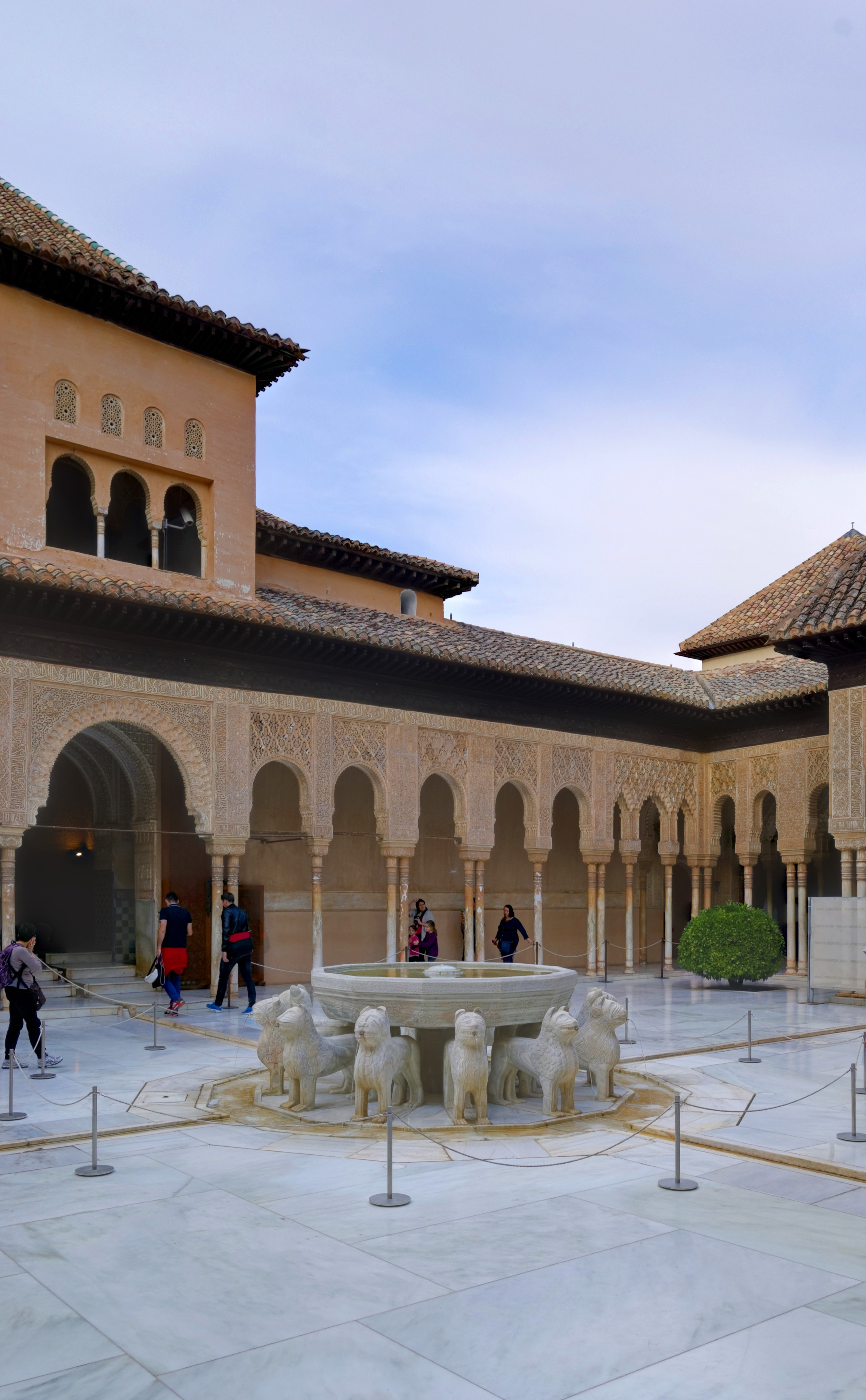
Fontanna Lwów na dziedzińcu Alhambra
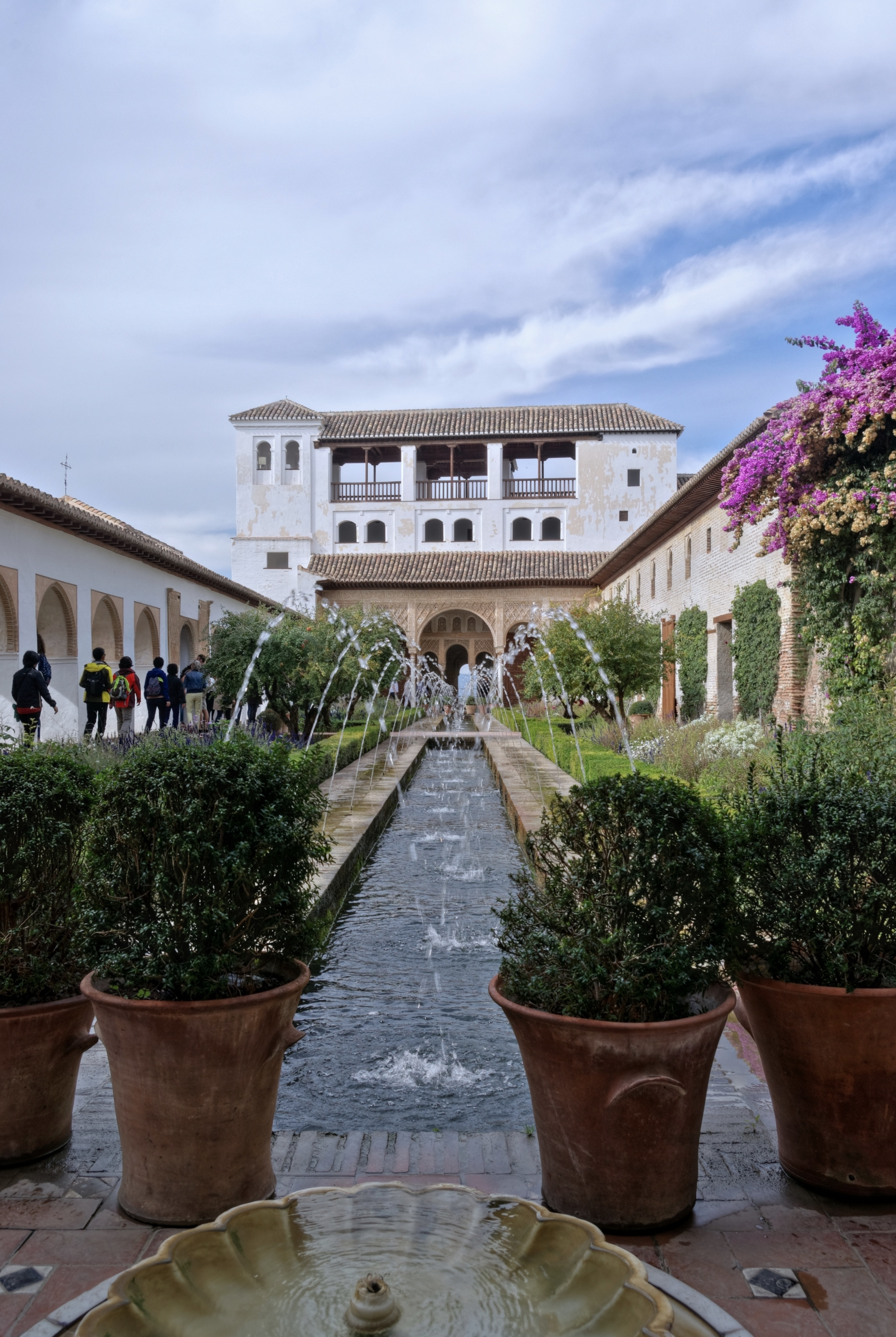
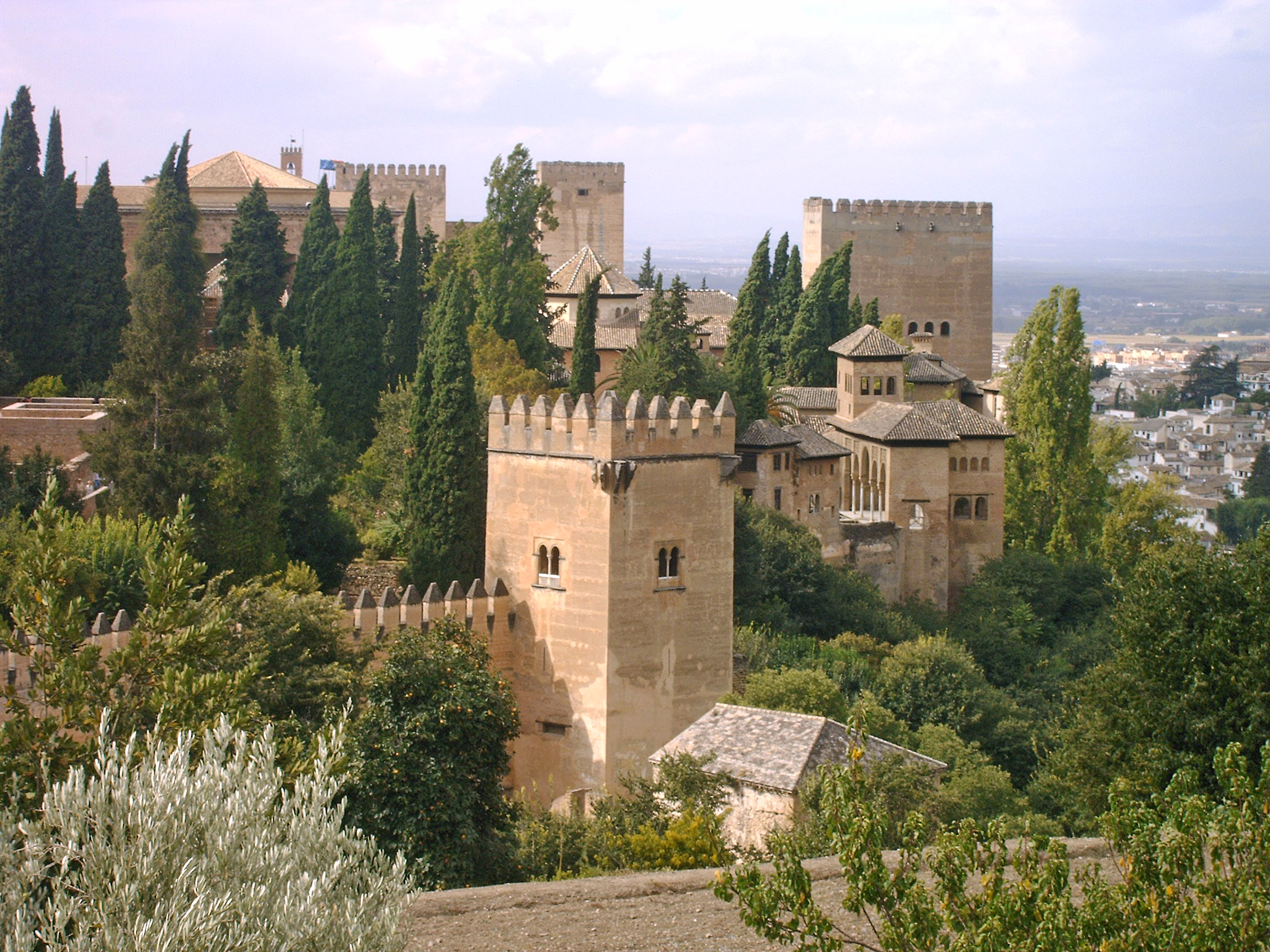

- Alhambra (2010)